# Кротово (Сузунский район)
Кротово — деревня в Сузунском районе Новосибирской области. Кротово входит в состав сельского поселения Меретский сельсовет.

## География
Кротово расположено в 30 километрах к югу от посёлка городского типа Сузун, в 6 километрах к юго-востоку от села Мереть, в 3 километрах от границы с Алтайским краем. Деревня Кротово — самый южный населённый пункт Сузунского района. Рядом с деревней протекает река Мереть, впадающая через 7 километров в Обь. К юго-востоку от деревни расположены Кротовы озёра.

## Население
| 2002 | 2007 | 2010 |
| ---- | ---- | ---- |
| 26   | ↘20  | ↘6   |

## История
Кротово — один из старейших населённых пунктов Сузунского района. Деревня упоминается в документах XVIII века:

"…указом от 22 августа канцелярия горного начальства распорядилась Остольцева за самовольный переезд из д. Кротовой в Мерецкую «наказать плетьми жестоко», «имеющийся в той деревне Мерецкой… Остольцева двор со всем строением разломать и изрубя сжечь», а ему жить «по прежнему в Кротовой»…

## Достопримечательности
- В настоящее время поселение знаменито своими озёрами, среди которых особенно отмечены Озера Глубокое и Крюшное.[5]

## Археология
- К юго-востоку от Кротово найдено поселение племён, культура которых в честь находящегося рядом села получила название кротовской. Кротовская культура относится к середине II тысячелетия до н. э., когда на территории Западной Сибири начался бронзовый век. Кротовцы занимались скотоводством, охотой и рыболовством. На территории поселения найдены каменные орудия и бронзовые инструменты.